# ملكة جمال الكون 1970
ملكة جمال الكون 1970 هي مسابقة ملكة جمال الكون التاسعة عشر في تاريخ مسابقة ملكة جمال الكون منذ انطلاقتها عام 1952، عقدت المسابقة في 11 يوليو 1970 في قاعة ميامي بيتش في ميامي بيتش، فلوريدا، الولايات المتحدة، شارك في المسابقة 64 متسابقة من أنحاء العالم، وشهد المسابقة ظهور ممثلة تشيكوسلوفاكيا لأول مرة، في نهاية الحدث توجت ماريسول مالاريت من بورتوريكو وتسلمت التاج من قبل ملكة جمال الكون السابقة غلوريا دياز من الفلبين. لتعتبر أول امرأة بورتوريكية تتوج ملكة جمال الكون.

## النتائج

### المراكز النهائية
| النتائج النهائية     | المتنافسة |
| -------------------- | --- |
| ملكة جمال الكون 1970 | - بورتوريكو - ماريسول مالاريت |
| الوصيفة الأولى       | - الولايات المتحدة - ديبورا شيلتون |
| الوصيفة الثانية      | - أستراليا - جوان زيلاند |
| الوصيفة الثالثة      | - اليابان - جون شيمادا |
| الوصيفة الرابعة      | - الأرجنتين - بياتريز غروس |
| أفضل 15              | - البرازيل - إلين تومسون - تشيكوسلوفاكيا - كريستينا هانزالوفا - اليونان - أنجيليك بورلسا - غوام - هيلاري بيست - هونغ كونغ - مابل هوكيت - إيطاليا - آنا زامبوني - ماليزيا - جوزفين لينا وونغ - السويد - بريت-إنغر جوهانسون - سويسرا - ديان جين روث - فنزويلا - بيلا لا روزا |

### جوائز خاصة
| جوائز خاصة         | المتنافسة                       |
| ------------------ | ------------------------------- |
| أفضل زي وطني       | - بوليفيا - روكسانا براون تريغو |
| ملكة جمال الجاذبية | - برمودا - مارغريت هيل          |
| ملكة جمال الصداقة  | - غوام - هيلاري بيست            |

## المتسابقات
- الأرجنتين - بياتريز غروس
- أروبا - ليندا أنيت ريتشموند
- استراليا - جوان زيلاند
- النمسا - إيفي إلفريدي كورتس
- البهاما - أنطوانيت باتريس ديجريجوري
- بلجيكا - فرانسين مارتن
- برمودا - مارغريت هيل
- بوليفيا - روكسانا براون تريغو
- البرازيل - إلين تومسون
- كندا - نورما جويس هيكي
- سيلان - يولاندا شاهزادي أهليب
- تشيلي - سوليداد إرازوريز غارسيا مورينو
- كولومبيا - ماريا لويزا رياسكوس فيلاسكيز
- كونغو-كينشاسا - ماري جوزيه باسوكو
- كوستاريكا - ليليان بيروكال
- كوراساو - نيلفا مادورو
- تشيكوسلوفاكيا - كريستينا هانزالوفا
- الدنمارك - ويني هولمان
- جمهورية الدومنيكان - سبيدا فرنانديز رييس
- الإكوادور - زويلا مونتيسينوس ريفيرا
- انجلترا - إيفون آن أورمس
- فنلندا - أورسولا رينيو
- فرنسا - فرانسواز دوراند بيهوت
- ألمانيا - إيرين نيومان
- اليونان - أنجيليك بورلسا
- غوام - هيلاري بيست
- هولندا - مورين جوان رينزن
- هندوراس - فرانسيس إيرين فان تويل
- هونغ كونغ - مابل هوكيت
- أيسلندا - إرنا يوهانسدوتيير
- الهند - فينا ساجناني
- أيرلندا - ريتا دوهرتي
- إسرائيل - موشيت تسيبورين
- إيطاليا - آنا زامبوني
- جامايكا - شيلا لورنا نيل
- اليابان - جون شيمادا
- كوريا الجنوبية - يو يونغ أي
- لبنان - جورجيت جيرو
- لوكسمبورغ - جوزيه راينرت
- ماليزيا - جوزفين لينا وونغ
- مالطا - تيسي بيساني
- المكسيك - ليبيا زوليما لوبيز مونتيمايور †
- نيوزيلندا - جلينيس إليزابيث تريويك
- نيكاراغوا - جراسييلا سالازار لانزاس
- النرويج - فيبيك شتاينجر
- بنما - بيرتا لوبيز هيريرا
- بيرو - تيريزا ميرسيديز بريتز سولو
- الفلبين - كريستينا مالقا بوترون
- البرتغال - سيمونيت بيرينغير دي لوس رييس
- بورتوريكو - ماريسول مالاريت
- اسكتلندا - لي هاميلتون مارشال
- سنغافورة - سيسيليا أونداسان
- إسبانيا - نويليا أفونسو كابريرا
- سورينام - إنغريد ماماديوس
- السويد - بريت-إنغر جوهانسون
- سويسرا - ديان جين روث
- تونس - زهرة تبانيا
- تركيا - أسومان توجبيرك
- أوروغواي - رينيه بونكريستياند
- الولايات المتحدة - ديبورا شيلتون
- فنزويلا - بيلا لا روزا
- ويلز - ساندرا كاتر
- يوغوسلافيا - سنيزانا دزامباس

## الروابط الخارجية
- موقع ملكة جمال الكون الرسمي